# Ophiopholis
Famille
Genre
Synonymes
- Polypholis Duncan, 1880

Ophiopholis est un genre d'ophiures de l'ordre des Ophiurida, le seul de la famille des Ophiopholidae.

## Liste des espèces
Selon World Register of Marine Species (26 octobre 2019) :
- Ophiopholis aculeata (Linnaeus, 1767)
- Ophiopholis bakeri McClendon, 1909
- Ophiopholis brachyactis H.L. Clark, 1911
- Ophiopholis japonica Lyman, 1879
- Ophiopholis kennerlyi Lyman, 1860
- Ophiopholis longispina H.L. Clark, 1911
- Ophiopholis mirabilis (Duncan, 1879)
- Ophiopholis pilosa Djakonov, 1954

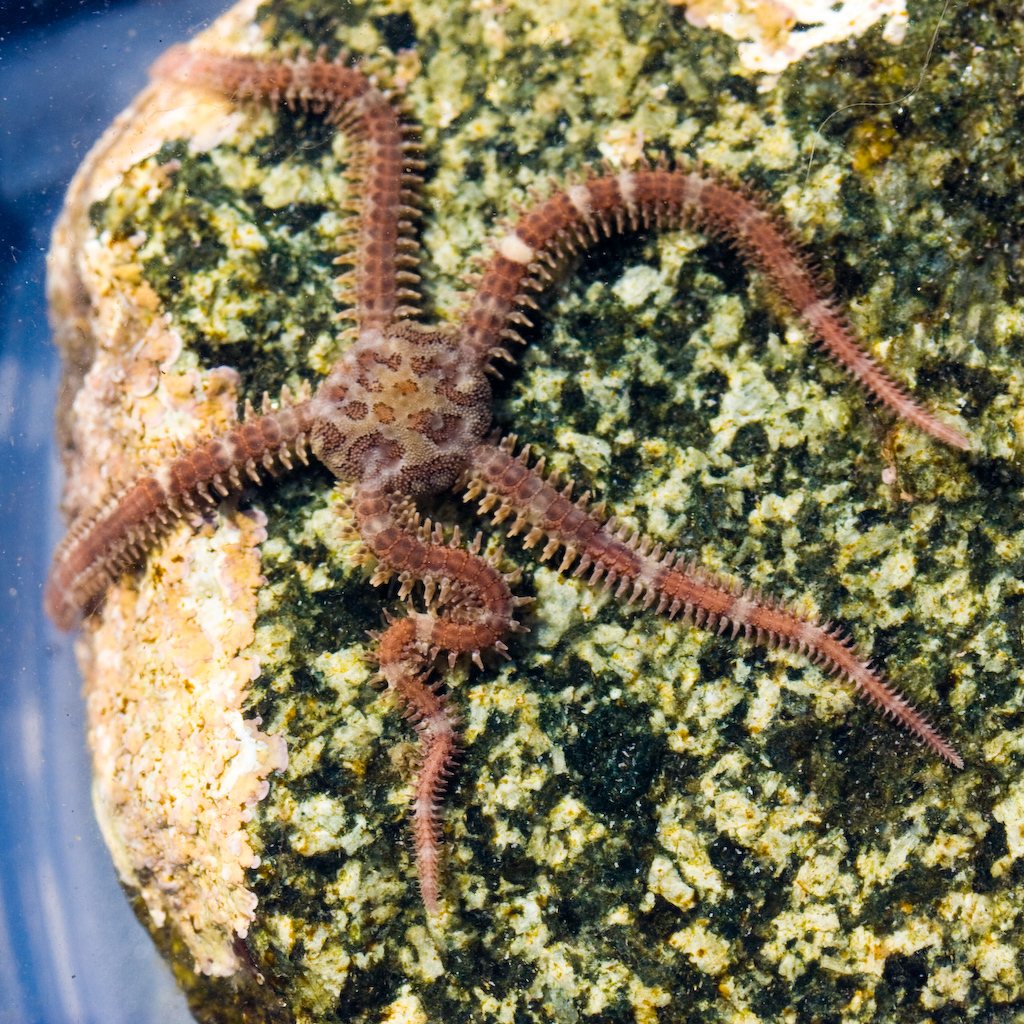
Ophiopholis aculeata (New Hampshire)
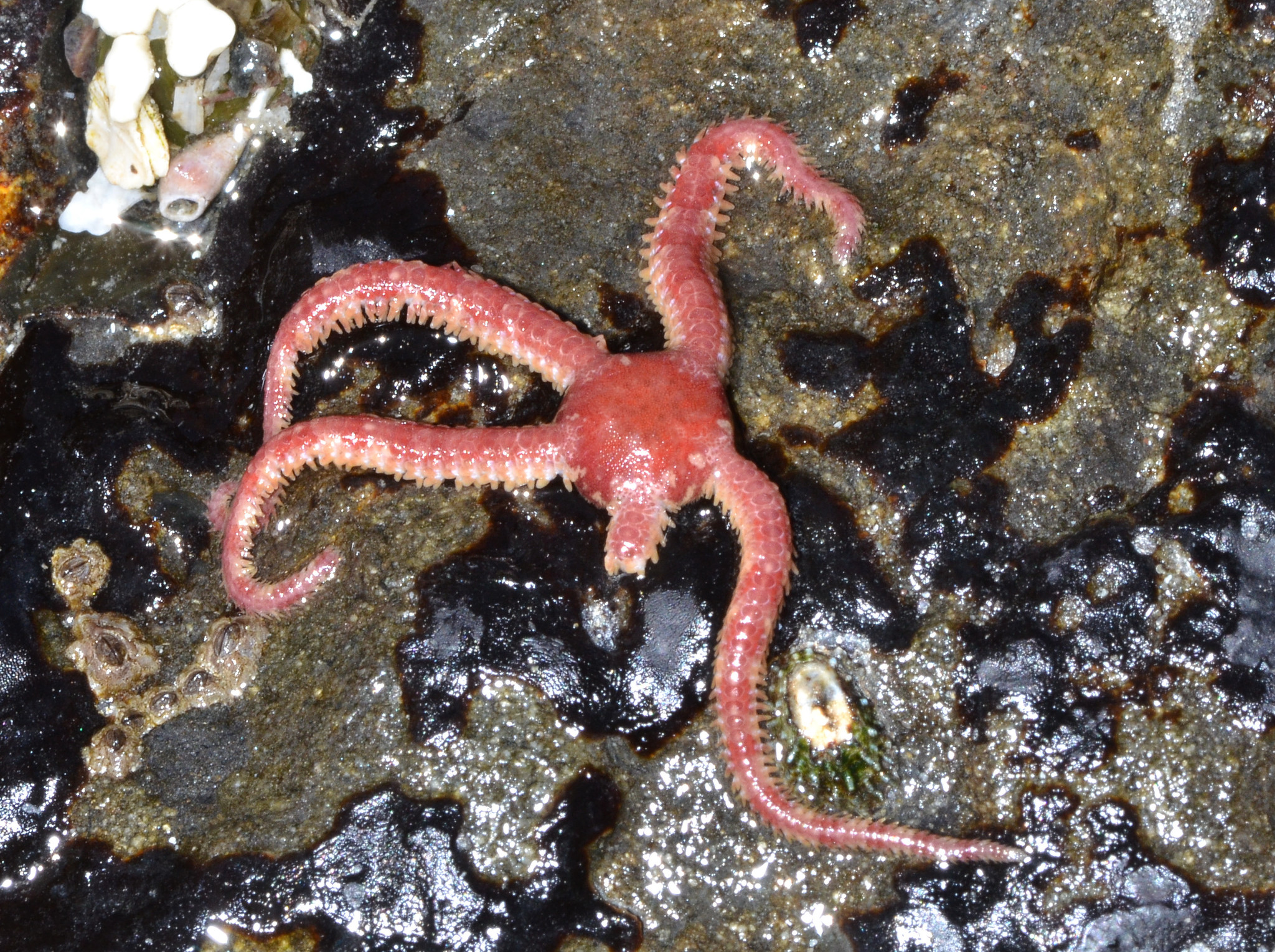
Ophiopholis kennerlyi (Californie)

## Publications originales
- Genre Ophiopholis :
  - (de) Johannes Müller et Franz Hermann Troschel, System der Asteriden, Brunswick, Vieweg Verlag, 1842, 196 p. (OCLC 12181643, LCCN 06022011, DOI 10.5962/BHL.TITLE.11715, lire en ligne).
- Famille Ophiopholidae :
  - (en) Timothy O’Hara, Sabine Stöhr, Andrew F. Hugall, Ben Thuy et Alexander V. Martynov, « Morphological diagnoses of higher taxa in Ophiuroidea (Echinodermata) in support of a new classification », European Journal of Taxonomy, Consortium of European Natural History Museums (d), no 416,‎ 21 mars 2018, p. 1–35 (ISSN 2118-9773, OCLC 758480175, DOI 10.5852/EJT.2018.416, lire en ligne).